# 엘다르 세트레
엘다르 세트레(노르웨이어: Eldar Sætre, 1956년 2월 8일 ~ )는 노르웨이의 기업인으로, 에너지 기업 에퀴노르의 현 CEO이다. 뫼레오그롬스달주의 외르스타(Ørsta)시에서 목수의 아들로 태어났다.